# Treehouse of Horror XXIV
Treehouse of Horror XXIV (рус. Домик ужасов на дереве 24) — второй эпизод двадцать пятого сезона мультсериала «Симпсоны». Выпущен 6 октября 2013 года в США на телеканале «FOX». Посвящён Хэллоуину и по традиции состоит из трёх частей.

## Сюжет

### «Oh, the Places You’ll D’oh!»
(рус. Толстяк в Шляпе)
История создана в стиле произведений Доктора Сьюза. Барт, Лиза и Мэгги заболели свинкой и не могут пойти с Мардж выпрашивать конфеты у горожан. Когда та уходит, в доме появляется Толстяк в Шляпе (Гомер), волшебным образом излечивает их и берёт с собой. Однако дети обеспокоены: вместо того, чтобы собирать конфеты, Толстяк вызывает разрушения и хаос в городе. Те сбегают от него домой, но Толстяк их уже там ждёт. Мэгги убивает Толстяка, вонзив ему в грудь собственный зонтик. До возвращения Мардж дети сделали из шкуры Толстяка в Шляпе ковёр.

### «Dead and Shoulders»
(рус. Голова с чужого плеча)
Барт запускает воздушного змея около аэропорта. Он привязывает бечёвку к шее, чтобы змей не улетел, но позднее змей зацепляется за вертолёт «Шестого канала», и Барт лишается головы. Вскоре он обнаруживает, что его голову пришили к телу Лизы. Барт и Лиза постепенно привыкают к совместной жизни. Ночью Барт понимает: пока Лиза спит, он может управлять её телом. Он решает отрубить её голову на лесопилке. В результате произошло следующее — и Барт, и Лиза лишились голов. Теперь голова Барта пришита к телу Сельмы, а Лизы — к телу Красти.

### «Freaks No Geeks»
(рус. Уродцы — не придурки)
1930-е годы, цирк. Силач Гомер предлагает своей подружке, гимнастке Мардж, жениться на Мо — одном из цирковых уродцев. Гомер хочет получить кольцо с изумрудом, которое дала Мо его мать на смертном одре. Наступает свадьба Мо и Мардж, и последнюю официально признают уродцем (у неё один глаз голубого цвета, второй — светло-коричневого). Узнав о плане Гомера, Мардж выгоняет его. Несколько позже Гомера окружает толпа уродцев. В конце истории действие переносится в настоящее время. Гомер — «человек-утка» — заканчивает рассказ детям о том, как он встретил Мардж. В сцене во время титров показывает, что он становится знаменитым "человеком-уткой", вплоть до завершения карьеры (то есть до самой смерти).

## Отношение критиков и публики
В ночь премьеры эпизод просмотрело 6,42 миллионов людей 18-49 лет, он получил рейтинг 3,0 и стал самым просматриваемым среди мультфильмов блока «Animation Domination». Критики отнеслись к эпизоду вполне положительно, в основном, к заставке. Например, рецензент Тони Сокол из «Den of Geek» назвал эпизод «почти что классикой» и лучшей посчитал третью историю. Он написал: «Если в хэллоуинских эпизодах „Симпсонов“ хотят пошутить, это всегда получается».

## Культурные отсылки
- Взрывая городскую мэрию, Толстяк в Шляпе надевает маску Гая Фокса.
- Первая часть — отсылка к фильму по произведению Доктора Сьюза «Кот в Шляпе».
- Вся третья часть — отсылка к фильму Тода Браунинга «Уродцы» 1932 года.
- В конце серии играет песня из заставки сериала «Как я встретил вашу маму» (2005—2014).